# خفرين (المهرة)

تعديل مصدري - تعديل

خفرين هي إحدى قرى عزلة الفيدمي بمديرية الغيظة التابعة لمحافظة المهرة، بلغ تعداد سكانها 127 نسمة حسب تعداد اليمن لعام 2004.